# Dialeto recifense
O dialeto recifense, ou dialeto mateiro, é uma variação linguística do português brasileiro, típica da Região Metropolitana do Recife e das regiões da Mesorregião da Mata Pernambucana, no estado de Pernambuco.
Suas características mais marcantes são o chiado (palatalização), quando os fonemas /s/ e /z/ são pronunciados [ʃ] e [ʒ] em final de sílaba (assim como ocorre no português europeu) — e não acontece a pronúncia africada das letras "d" e "t" antes da vogal /i/ (pronuncia-se "leiti" [ˈlejtɪ] e não "leitchi" [ˈlejtʃɪ]) —, a monotongação como em "roupa"  > "ropa", "dinheiro" > "dinhero"; hipérteses: “ceroula” > "cilora", prótese: “juntar” > “ajuntar”, síncope: “xícara” > "xicra", apócope: “ridículo” > ridico, epêntese: “cotovia” > “cutruvia”, bem como o apagamento de R (/h/) e L (/w/) no final de palavras "cor" > "cô" e "lençol" > "lençó"; e relativamente à sintaxe, a conjugação no pretérito perfeito do indicativo se faz com o que seria o imperfeito do subjuntivo, "(tu) visse, (tu) falasse, (tu) fosse, (tu) andasse, (tu) comesse", o uso do "tu" também é recorrente.
A palatalização é compartilhada com o dialeto nordestino em geral apenas quando as vogais /e/ e /i/ precedem a "d" e "t" ("isto" ['iʃtʊ] e "desde" ['deʒdɪ])
Expressões como oxente, oxe, visse e entendesse estão entre os termos mais característicos deste dialeto. O termo bigu, embora já disseminado em quase todo o Nordeste do Brasil, teve sua origem no Recife.